# 346 Dywizja Piechoty (III Rzesza)
346 Dywizja Piechoty (niem. 346. Infanterie-Division) – niemiecka dywizja z czasów II wojny światowej, sformowana w rejonie Bad Hersfeld na mocy rozkazu z 21 września 1942 roku, poza falą mobilizacyjną przez IX Okręg Wojskowy.

## Struktura organizacyjna
- Struktura organizacyjna we wrześniu 1942 roku:

857. i 858. forteczny pułk piechoty, 346. pułk artylerii, 346. batalion pionierów, 346. oddział łączności;
- Struktura organizacyjna w lutym 1944 roku:

857. i 858. forteczny pułk piechoty, 346. pułk artylerii, 346. batalion pionierów, 346. oddział przeciwpancerny, 346. oddział łączności, 346. polowy batalion zapasowy;
- Struktura organizacyjna w grudniu 1944 roku:

858. i 1018. pułk grenadierów, 346. pułk artylerii, 346. batalion pionierów, 346. batalion fizylierów, 346. oddział przeciwpancerny, 346. oddział łączności, 346. polowy batalion zapasowy;
- Struktura organizacyjna w styczniu 1945 roku:

762., 858. i 1018. pułk grenadierów, 346. pułk artylerii, 346. batalion pionierów, 346. oddział przeciwpancerny, 346. oddział łączności, 346. polowy batalion zapasowy;

## Dowódcy dywizji
- Generalleutnant Erich Diestel 1 X 1942 – 16 X 1944
- Generalleutnant Walter Steinmüller 16 X 1944 – 1 II 1945;
- Generalmajor Gerhard Lindner 1 II 1945 – 8 V 1945;